# شب‌زده
آلبوم شب‌زده نخستین بار در سال ۱۹۸۷ بر روی کاست توسط شرکت ترانه منتشر شد. بعد ها در سال ۱۹۹۱ این آلبوم مجددا بر روی سی‌دی منتشر شد ولی لیست آهنگهای این نسخه با نسخه کاست متفاوت است. شرکت ترانه این آلبوم را بار دیگر در سال ۲۰۰۵ با طرح جلد جدید منتشر کرد. این آلبوم شامل گزیده‌ای از ترانه‌های پیش از انقلاب ابی است.

## لیست ترانه‌ها
در آلبوم شب‌زده ۱۰ ترانه وجود دارد که مشخصات آن‌ها به شرح زیر است:
| #  | نام ترانه    | ترانه‌سرا        | آهنگساز     | تنظیم کننده   |
| -- | ------------ | --------------- | ----------- | ------------- |
| ۱  | شب‌زده        | زویا زاکاریان   | واروژان     | واروژان       |
| ۲  | عسل          | اردلان سرفراز   | فرید زولاند | منوچهر چشم‌آذر |
| ۳  | پیچک         | شرمین شجره      | سیاوش قمیشی | اریک آرکانت   |
| ۴  | غربت         | فرهنگ قاسمی     | محمد شمس    | محمد شمس      |
| ۵  | خورجین       | ایرج جنتی عطایی | بابک بیات   | بابک بیات     |
| ۶  | خاتون        | ایرج جنتی عطایی | بابک بیات   | بابک بیات     |
| ۷  | سبد          | ایرج جنتی عطایی | بابک بیات   | بابک بیات     |
| ۸  | خالی         | زویا زاکاریان   | سیاوش قمیشی | اریک آرکانت   |
| ۹  | راز همیشگی   | اردلان سرفراز   | فرید زولاند | منوچهر چشم‌آذر |
| ۱۰ | مولای سبزپوش | ایرج جنتی عطایی | بابک بیات   | محمد اوشال    |